# Drassinella modesta
Drassinella modesta is een spinnensoort uit de familie van de bodemzakspinnen (Liocranidae).
De wetenschappelijke naam van de soort werd in 1904 gepubliceerd door Nathan Banks.